# استان ییدا
ییدا یا لِریدا (کاتالان: [ˈʎɛjðə]؛ اسپانیایی: ˈleɾiða‎) استانی در شمال‌شرق اسپانیا، در غرب بخش خودمختار کاتالونیا است.

## جغرافیا
این استان هم‌مرز با استان‌های خرونا، بارسلونا، تاراگونا، ساراگوسا، هوئسکا، و کشورهای فرانسه و آندورا است.
مرکز استان شهر ییدا است.

## جمعیت و مساحت
جمعیت این استان ۴۱۴٬۰۱۵ نفر است (۲۰۰۷) که از این میان ۳۰٪ در شهر ییدا ساکن هستند. استان ۲۳۱ دهستان دارد.